# 투푹수아라
투푹수아라(tufuksuara)는 중생대 백악기 전기 알바절의 브라질에 살았던 익룡이다. 해변가에서 살았을 것으로 추정되며, 이빨은 없다. 이름은 브라질 투피족 전설에 등장하는 수호신의 이름을 따온 것이다.
모식종의 경우 날개폭은 4.7m, 몸길이는 2m, 몸무게는 25kg 정도에 달하는 크기를 지녔다.